# Незаконное число
Незаконное число — это число, представленное в бинарном виде, которое содержит в себе информацию, не разрешённую к свободному владению и/или распространению. Следовательно, если информация незаконна, то и число само по себе может быть незаконным. Незаконное число может содержать в себе государственную или коммерческую тайну, располагать которой могут только некоторые авторизованные лица. Любое изображение или программа может рассматриваться как большое бинарное число. В современной юриспруденции есть понятие незаконного изображения (из-за непристойности или секретного статуса). Соответственно, связанное с ним число также может рассматриваться как незаконное.

## Примеры

### Ключ обработки AACS
Примером незаконного числа является ключ стандарта AACS, опубликованный в мае 2007 года, чья публикация или нелегальное владение считается незаконным в США согласно DMCA (закон об авторском праве в цифровую эпоху). Этот ключ используется при взломе защиты Blu-ray Disc и HD DVD.

## Monolith
Monolith —  свободная компьютерная программа, которая «смешивает» содержимое двух файлов при помощи операции исключающего «ИЛИ». Таким образом, в результате получается файл, который одинаково не похож ни на какой из исходных, однако при наличии одного из исходных файлов из него можно получить второй посредством той же самой операции XOR. Целью её создания автор заявляет эксперимент в области логики и юриспруденции, поднимая вопрос: каким юридическим статусом будет обладать Mono-файл проприетарного файла со свободным? Он приводит, к примеру, такие аргументы:
- Один и тот же Mono-файл можно превратить в множество других, пробуя для его восстановления разные файлы в качестве одного из исходных. В том числе не составит никакого труда восстановить его в несколько разных произведений разных правообладателей. Таким образом, правообладатель, попытавшийся заявить свои права на Mono-файл, фактически заявит их на всё информационное богатство человечества — своё и чужое, свободное, проприетарное и даже находящееся в общественном достоянии. Однако такой запрос вряд ли будет удовлетворён судом любой страны мира.
- Если учитывать все возможные форматы представления информации — уже существующие, ещё не разработанные и те, которые по какой-то причине никогда не будут разработаны — получается, что любые двоичные данные могут быть преобразованы для восприятия человеком бесконечным множеством способов. Например, отрезок в 24 бита из несвободной песни в формате MP3 также встречается в английском переводе Библии в текстовом формате, являющейся свободным произведением в общественном достоянии. Аналогично, может существовать и алгоритм, который воспроизведёт пользователю свободное произведение, оцифрованное в другом формате, как несвободную книгу или песню.
- Можно подумать, что Mono-файл является производной работой от несвободного произведения и, согласно законодательству об авторских правах, наследует его лицензионные ограничения. Однако определение производной работы в законодательстве США требует, чтобы в производной работе были воспринимаемые человеком части оригинала, например слова, ноты или аккорды. Результат смешивания двух книг посредством операции XOR же, например, порождает бессмысленный набор символов, в котором не встречается слов ни из одной, ни из другой исходной книги, поэтому формально получившийся Mono-файл не будет считаться производной работой в юрисдикции США.

Для того, чтобы все пользователи «Монолита» могли генерировать Mono-файлы, которые потом смог бы декодировать обратно любой другой пользователь, требовался некий «эталонный» файл, с которым будет производиться смешивание. Для этого разработчик записал мелодию в формате WAV, которая, по его заявлению, была тщательно проверена на отсутствие авторских прав третьих лиц и опубликована им под разрешающей лицензией, дающей максимально допускаемые законом права. Он рекомендует использовать только этот файл для всех операций с программой Monolith.
Однако в самом начале своей статьи на сайте программы, он честно предупреждает: программа была придумана и написана именно как юридический эксперимент, призванный спровоцировать дискуссии, и её применение для реального обмена нелицензионной информацией может не защитить от судебного преследования.